# Куватовы
Куватовы (баш. Ҡыуатовтар) — дворянский род. Восходят к башкирскому княжескому роду Бикбовых.
В 1818 году Бурангул Куватов с жёнами и потомством был внесён в 3-ю часть дворянской родословной книги Оренбургской губернии.

## Общая характеристика
Родоначальником башкирского рода Куватовых является Куват Кинзягулов. Служил старшиной Усерганской волости Ногайской дороги. Он был из рода муйтен племени усерган из деревни Бикбирды-Куватово Усерганской волости Оренбургской губернии. По мужской линии Куват Кинзягулов прямой наследник легендарного Муйтен-бия - вождя башкир времен Чингиз-хана (по шежере племени усерган Муйтен-бий подписал договор о сюзеренитете и ненападении с Чингиз-ханом и получил от Чингиз-хана ярлык на управление башкирскими племенами). Куват Кинзягулов был известен по источникам с 1736 года. Принимал участие в Башкирском восстании в 1755—1756 гг. После подавления повстанческого движения, Куват Кинзягулов 2 года скрывался у казахов Младшего и Среднего жузов. В 1754 году принимал участие в продаже земель волости промышленникам — И. Б. Твердышеву и И. С. Мясникову. В честь его была названа деревня Куват Усерганской волости (ныне деревня Утягулово Зианчуринского района Республики Башкортостан).

## Генеалогическое древо Куватовых
У Кувата Кинзягулова было семь сыновей и три дочери, в Россию с ним вернулось четыре сына - Аргынбай, Исмагил, Нарынбай, Бурангул. Остальные остались, по-видимому, в казахских и узбекских землях, тем более, что племя усерган-муйтен имело свои давние родовые корни в Хивинском ханстве под Хазараспом.
Сыновья Кувата Кинзягулова:
- Нарынбай Куватов (1745—1830) — мулла. Владел арабским, русским и персидским языками. В 1755 году за участие отца в Башкирском восстании в 1755—1756 гг. был взят в аманаты. Является автором-составителем рукописной книги «Мальзама». Сын Нарынбая — Мухаметбакый (1815—?) — хорунжи
- Бурангул Куватов (1750—1833) — кантонный начальник, майор (1817). Принимал участие в русско-французских войнах в 1805 и 1806—1807 гг., Отечественной войны 1812 года, заграничных походов русской армии в 1813—1814 гг. Бурангул Куватов являлся командующим 1-го Башкирского полка. В 1799—1817 гг. — кантонный начальник IX Башкирского кантона. В 1817 году Бурангулу Куватову пожалован потомственный дворянский титул. За заслуги перед родиной был награждён орденом Святой Анны 3-й степени, медалями «За взятие Парижа 19 марта 1814 года» и «В память Отечественной войны 1812 года». С именем Бурангула Куватова связано наименование деревни Бурангулово Усерганской волости Оренбургского уезда[2]. Сыновья Бурангула - Кагарман, Тагир, Ахмет, Мухамет, Галиахмет, Губайдулла. Из 8 сыновей Бурангула Куватова были наиболее известны:
  - Кагарман Куватов (1787—1828) — поручик. Принимал участие в русско-французских войнах в 1805 и 1806—1807 гг., Отечественной войны 1812 года, заграничных походов русской армии в 1813—1814 гг. В 1817—1828 гг. Кагарман Куватов являлся начальником IX Башкирского кантона. Был инициатором отправки 200 детей из башкирских семей в Санкт-Петербург, Москву, Казань и другие города Российской империи для получения профессионального образования. Кагарману Куватову посвящена народная песня «Кагарман-кантон». У него было три сына - Мухамедзян, Габдельахат, Мухамет. Сыновья Кагармана Куватова:
    - Мухамедзян Куватов (1828—?) — хорунжий. Проходил службу в канцелярии Башкирского войска. Его сыновья:
      - МухаметСадык Мухамедзянович Куватов дворянин, работал старшиной Усерганской волости, владел третью частью наследственного поместья Кагармана, своего деда.
      - Сафа Мухамедзянович Куватов.
      - Махиян Мухамедзянович Куватов.

    - Габдельахат Куватов нес кордонную службу.
    - Мухамет Куватов нес кордонную службу.

  - Губайдулла Куватов — походный старшина.
  - Тагир Куватов (1787—1849) — обер-офицер (1837). Принимал участие в Хивинском походе в 1839—1840 гг. В 1832—1842 гг. Тагир Куватов являлся кантонным начальником IX Башкирского кантона. Был награждён орденом Святого Станислава 4-й степени (1837). Сыновья Тагира Куватова:
    - Мухаметюсуп Куватов (1812—?) — сотник (1839). В 1842—1844 гг. проходил службу в должности помощника начальника IX Башкирского кантона.
    - Султанмурат Куватов (1823—?) — хорунжий.
    - Султанмахмут Куватов (1830—?) — участник Кокандского похода 1853 года. Был награждён медалью Святого Георгия.
    - Султансафа Куватов
    - Султанибрагим Куватов (1834—?) — хорунжий.

  - Мухамет Куватов (1791—?) — юртовой старшина. Являлся помощником начальника башкирского кантона.
  - Ахмет Куватов (1797—1854) — сотник. Проходил службу помощником начальника IX Башкирского кантона в Башкирское войско. Сын Ахмета Куватова:
    - Альмухамет Куватов (1827—?) — есаул-ротмистр, кандидат словесности (1849). В 1849 году окончил философский факультет Казанского университета. Проходил службу в должности переводчика в канцелярии Оренбургского генерал-губернатора. В 1850—1863 гг. Альмухамет Куватов являлся помощником начальника и начальника VII, X, III, XI и IV Башкирских кантонов. Содействовал открытию национальных светских школ. Альмухамет Куватов разрабатывал методические пособия для национальных светских школ. В 1867 году представил на имя оренбургского генерал-губернатора Н. А. Крыжановского записку «Причины обеднения башкирского народа». В честь Альмухамета Куватова была посвящена народная песня «Куватов-кантон». Был награждён бронзовой медалью в память о войне 1853—1856 гг. Сыновья Альмухамета Куватова:
      - Шагиахмет (1838—?)
      - Хужиахмет (1854—?)
      - Дусмухамет (1860—?)
      - Кутлумухамет (1861—?).

  - Галиахмет Куватов (1813—?) — сотник. Являлся помощником начальника башкирского кантона.

## Известные представители фамилии Куватовых
К башкирскому роду Куватовых также принадлежат:
- Гумер Галимович Куватов (1883—1946) — деятель Башкирского национального движения, нарком Здравоохранения Башкирской АССР (1919—1928), общественный и государственный деятель, хирург.
- Мухаметгалим Абдельганиевич Куватов (1873—1937) — башкирский просветитель.
- Сафый Султанмуратович Куватов (1919—1991) — журналист. Заслуженный работник культуры РСФСР (1969), отличник печати (1984). Член Союза журналистов (1959).
- Усман Мухаметгалимович Куватов (1897—1956) — деятель Башкирского национального движения. Участник Всебашкирских съездов. Член Башкирского правительства, Временного революционного совета Башкортостана, Башкирского военного совета. Народный комиссар финансов и здравоохранения Башкирского военно-революционного комитета.
- Альмира Шарифовна Куватова (род. в 1957 году) — актриса, режиссёр. Заслуженный деятель искусств Республики Башкортостан (2004). Член Союза театральных деятелей (1983).
- Леонора Сафыевна Куватова (род. в 1948 году) — артистка балета. Народная артистка РСФСР (1982), народная (1977) и заслуженная (1971) артистка Башкирской АССР.